# Leskia aurifrons
Leskia aurifrons är en tvåvingeart som först beskrevs av Macquart 1846.  Leskia aurifrons ingår i släktet Leskia och familjen parasitflugor.
Artens utbredningsområde är Venezuela. Inga underarter finns listade i Catalogue of Life.